# Orthopsyche piuna
Orthopsyche piuna là một loài Trichoptera trong họ Hydropsychidae. Chúng phân bố ở miền Australasia.